# Sexbombe

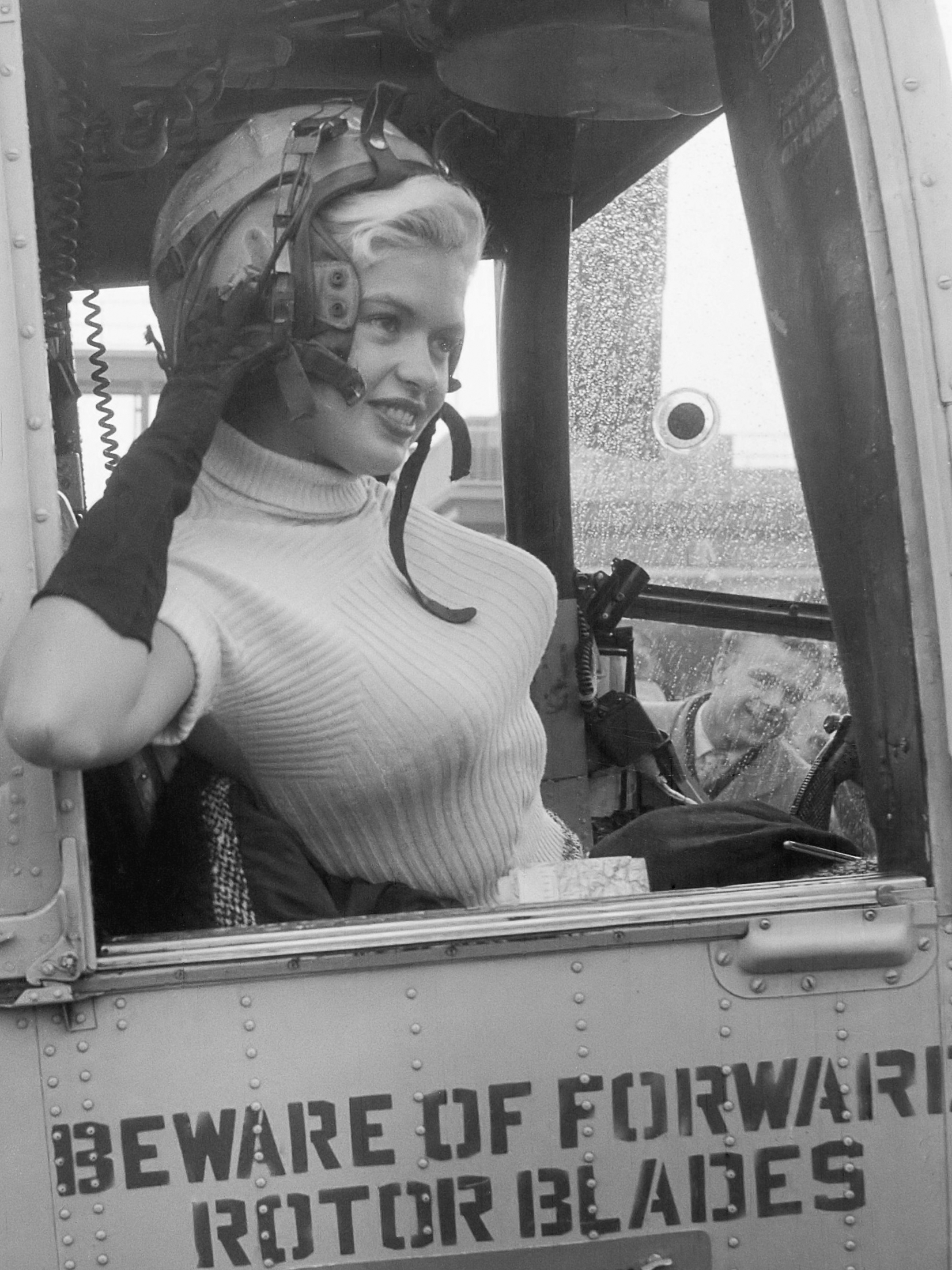
Sexbombe Jayne Mansfield (1957)

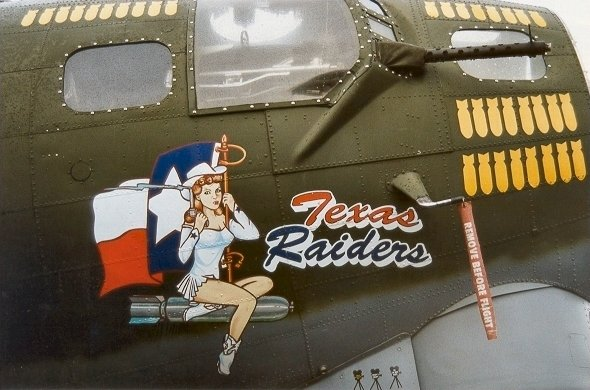
Pin-up-Girl, das auf einer Bombe reitet, an einem B-17-Bomber

Sexbombe, ein Kompositum aus Sex und Bombe, ist eine im deutschen Sprachraum seit den 1950er Jahren verbreitete umgangssprachliche (und manchmal despektierliche) Bezeichnung für eine Frau mit ausgeprägt weiblichen, auffallenden Körperformen, vor allem einem großen üppigen Busen und ausladenden Hüften, dabei jedoch möglichst schmaler Taille (z. T. durch einschnürende Korsette erreicht) – und mit großer sexueller Ausstrahlung.
Berühmte Vertreterinnen fanden sich vor allem unter Filmstars, wie Jayne Mansfield, Jane Russell, Rita Hayworth, Marilyn Monroe, Gina Lollobrigida, Sophia Loren und Brigitte Bardot, die alle ihre „Kurven“ und ihre Ausstrahlung in diversen Filmen gekonnt und bewusst zur Schau stellten und in Szene setzten (und setzen sollten).
Im englischen Sprachraum ist der Begriff sex bomb weniger verbreitet. Das häufiger genutzte Wort bombshell („Bombe“ bzw. „Granate“) bezeichnet einen sensationellen, überraschenden Effekt und ist auch auf die Sprengkraft gemünzt, die Männer in der entsprechenden weiblichen Hülle vermuten. Bombshell hieß in diesem Sinne ein Hollywood-Film von 1933 mit Jean Harlow in der Hauptrolle, die wohl als Erste mit dem titelgebenden Spitznamen bezeichnet wurde. Im Zweiten Weltkrieg war es zudem auf amerikanischer Seite üblich, (vgl. Nose art) insbesondere die Nasen von Militärflugzeugen mit Pin-up-Bildern zu verzieren, welche die Bezeichnung Sexbombe in dem Sinne verkörperten. Das von Stanisław Lem im Futurologischen Kongress literarisch verewigte Konzept einer chemischen Kriegsführung mit sexuell wirksamen Stoffen wurde als Sex-Bomb-Ansatz in den USA geplant und mit dem Ig-Nobelpreis bedacht. Dessen ungeachtet hatte im Jahr 2000 der walisische Sänger Tom Jones einen Hit mit dem Lied Sex Bomb. Der Ausdruck sex-bomba findet sich auch in slawischen Sprachen. Ähnlich wurde im Deutschen Granate jugendsprachlich für eine attraktive junge Frau bzw. deren Wirkung auf Männer verwendet.